# Films américains sortis en 1949
Listes de films américains
- 1945
- 1946
- 1947
- 1948
- 1949
- 1950
- 1951
- 1952
- 1953

Liste (non exhaustive) de films américains sortis en 1949.
All the King's Men remporte l'Oscar du meilleur film à la 22e cérémonie des Oscars organisée le 23 mars 1950

## A-B
| Titre original                                     | Titre français                  | Réalisateur                              | Distribution                                                                        | Genre              | Notes                                                                                   |
| -------------------------------------------------- | ------------------------------- | ---------------------------------------- | ----------------------------------------------------------------------------------- | ------------------ | --------------------------------------------------------------------------------------- |
| Abbott and Costello Meet the Killer, Boris Karloff | Deux nigauds chez les tueurs    | Charles Barton                           | Bud Abbott, Lou Costello, Boris Karloff                                             | Comédie            |                                                                                         |
| The Accused                                        | Les Mirages de la peur          | William Dieterle                         | Loretta Young, Robert Cummings, Wendell Corey                                       | film noir          |                                                                                         |
| Adam's Rib                                         | Madame porte la culotte         | George Cukor                             | Spencer Tracy, Katharine Hepburn, David Wayne, Tom Ewell, Jean Hagen, Judy Holliday | Comédie romantique | Scénario de Ruth Gordon, Garson Kanin                                                   |
| The Adventures of Ichabod and Mr Toad              | Le Crapaud et le Maître d'école | James Algar, Clyde Geronimi, Jack Kinney | Bing Crosby, Eric Blore, Basil Rathbone                                             | Dessin animé       | Golden Globe de la meilleure photographie, en couleurs                                  |
| Africa Screams                                     |                                 | Charles Barton                           | Bud Abbott, Lou Costello                                                            | Comédie            |                                                                                         |
| Alias Nick Beal                                    | Un pacte avec le diable         | John Farrow                              | Ray Milland, Audrey Totter, Thomas Mitchell                                         | Drame              |                                                                                         |
| All the King's Men                                 | Les Fous du roi                 | Robert Rossen                            | Broderick Crawford, Mercedes McCambridge, John Ireland, Joanne Dru, John Derek      | Drame              | D'après un roman de Robert Penn Warren Oscars pour Crawford, McCambridge, meilleur film |
| Always Leave Them Laughing                         |                                 | Roy Del Ruth                             | Milton Berle, Virginia Mayo, Bert Lahr                                              | Comédie            |                                                                                         |
| Any Number Can Play                                | Faites vos jeux                 | Mervyn LeRoy                             | Clark Gable, Alexis Smith, Wendell Corey                                            | Drame              |                                                                                         |
| The Awful Orphan                                   |                                 | Chuck Jones                              |                                                                                     | Dessin animé       |                                                                                         |
| Bagdad                                             |                                 | Charles Lamont                           | Maureen O'Hara, Paul Christian, Vincent Price                                       | Aventure           |                                                                                         |
| The Barkleys of Broadway                           | Entrons dans la danse           | Charles Walters                          | Fred Astaire, Ginger Rogers                                                         | Film musical       | Dernier film Astaire-Rogers                                                             |
| New Adventures of Batman and Robin, the Boy-Wonder | Batman et Robin                 | Spencer Gordon Bennet                    | Robert Lowery, Johnny Duncan, Jane Adams                                            | Serial             |                                                                                         |
| Battleground                                       | Bastogne                        | William A. Wellman                       | Van Johnson, Ricardo Montalbán                                                      | Film de guerre     |                                                                                         |
| The Beautiful Blonde from Bashful Bend             | Mam'zelle mitraillette          | Preston Sturges                          | Betty Grable, Cesar Romero, Rudy Vallee                                             | Western            | 20th Century Fox                                                                        |
| Beyond the Forest                                  | La Garce                        | King Vidor                               | Bette Davis, Joseph Cotten                                                          | Drame              |                                                                                         |
| The Big Cat                                        | Le Chat sauvage                 | Phil Karlson                             | Lon McCallister, Peggy Ann Garner, Preston Foster                                   | Aventure           |                                                                                         |
| Big Jack                                           |                                 | Richard Thorpe                           | Wallace Beery                                                                       | Drame              | Dernier film de W. Beery                                                                |
| The Big Steal                                      | Ça commence à Vera Cruz         | Don Siegel                               | Robert Mitchum, Jane Greer                                                          | Drame              |                                                                                         |
| The Big Wheel                                      |                                 | Edward Ludwig                            | Mickey Rooney, Thomas Mitchell                                                      | Drame              |                                                                                         |
| Border Incident                                    | Incident de frontière           | Anthony Mann                             | Ricardo Montalbán, Howard Da Silva                                                  | Drame              |                                                                                         |
| The Bribe                                          | L'Île au complot                | Robert Z. Leonard                        | Robert Taylor, Ava Gardner, Charles Laughton, Vincent Price                         | Film noir          | Metro-Goldwyn-Mayer                                                                     |
| Fiancée à vendre                                   |                                 | William D. Russell                       | Claudette Colbert, Robert Young                                                     | Comédie            |                                                                                         |
| Bruce Gentry                                       |                                 |                                          | Tom Neal                                                                            | Drame              | Serial                                                                                  |

## C-D
| Titre original                              | Titre français                    | Réalisateur                   | Distribution                                                  | Genre                | Notes                             |
| ------------------------------------------- | --------------------------------- | ----------------------------- | ------------------------------------------------------------- | -------------------- | --------------------------------- |
| Canadian Pacific                            |                                   | Edwin L. Marin                | Randolph Scott, Jane Wyatt, J. Carrol Naish                   | Historique           |                                   |
| The Cat and the Mermouse                    |                                   | Joseph Barbera, William Hanna | Tom et Jerry                                                  | Dessin animé         |                                   |
| Caught                                      | Pris au piège                     | Max Ophüls                    | James Mason, Barbara Bel Geddes                               | Drame                |                                   |
| Champion                                    | Le Champion                       | Mark Robson                   | Kirk Douglas, Arthur Kennedy, Marilyn Maxwell                 | Drame                | 6 nominations aux Oscars          |
| Chicken Every Sunday                        |                                   | George Seaton                 | Dan Dailey, Celeste Holm, Colleen Townsend                    | Comédie              |                                   |
| City Across the River                       |                                   | Maxwell Shane                 | Stephen McNally, Thelma Ritter, Jeff Corey                    | Film policier, drame |                                   |
| Colorado Territory                          | La Fille du désert                | Raoul Walsh                   | Joel McCrea, Virginia Mayo                                    | Western              | Reprise de La Grande Évasion      |
| Come to the Stable                          | Les Sœurs casse-cou               | Henry Koster                  | Loretta Young, Celeste Holm, Hugh Marlowe                     | Drame                |                                   |
| A Connecticut Yankee in King Arthur's Court | Un Yankee à la cour du roi Arthur | Tay Garnett                   | Bing Crosby, Rhonda Fleming, Cedric Hardwicke, William Bendix | Comédie musicale     | Histoire de Mark Twain            |
| Cover Up                                    | L'Indésirable Monsieur Donovan    | Alfred E. Green               | William Bendix, Dennis O'Keefe                                | Drame                |                                   |
| Criss Cross                                 | Pour toi j'ai tué                 | Robert Siodmak                | Burt Lancaster, Yvonne De Carlo                               | Drame                |                                   |
| The Crooked Way                             |                                   | Robert Florey                 | John Payne, Sonny Tufts                                       | Drame                |                                   |
| A Dangerous Profession                      |                                   | Ted Tetzlaff                  | George Raft, Ella Raines, Pat O'Brien                         | Film noir            |                                   |
| Dating Do's and Don'ts                      |                                   | Ted Peshak                    | Jackie Gleason, John Lindsay                                  | court-métrage        |                                   |
| The Devil's Henchman                        |                                   | Seymour Friedman              | Warner Baxter, Mary Beth Hughes                               | Drame                |                                   |
| Down to the Sea in Ships                    | Les Marins de l'Orgueilleux       | Henry Hathaway                | Richard Widmark, Lionel Barrymore                             | Aventure             | Reprise du film Le Harpon de 1923 |
| Dunked in the Deep                          |                                   | Jules White                   | Les Trois Stooges                                             | Slapstick            | Court métrage                     |

## E-H
| Titre                                   | Réalisateur          | Distribution                                                          | Genre                | Notes                                   |
| --------------------------------------- | -------------------- | --------------------------------------------------------------------- | -------------------- | --------------------------------------- |
| East Side, West Side                    | Mervyn LeRoy         | Barbara Stanwyck, James Mason, Ava Gardner                            | Film policier, drame |                                         |
| Easy Living                             | Jacques Tourneur     | Victor Mature, Lucille Ball, Lizabeth Scott                           | Rrame                |                                         |
| Edward, My Son                          | George Cukor         | Spencer Tracy, Deborah Kerr                                           | Drame                | Nomination aux Oscars pour Deborah Kerr |
| Family Honeymoon                        | Claude Binyon        | Claudette Colbert, Fred MacMurray                                     | Comédie              |                                         |
| The Fan                                 | Otto Preminger       | Madeleine Carroll, Jeanne Crain                                       | Drame                | D'après une histoire d'Oscar Wilde      |
| Father Was a Fullback                   | John M. Stahl        | Fred MacMurray, Maureen O'Hara, Rudy Vallée                           | Familial             |                                         |
| Federal Agents vs. Underworld, Inc (en) |                      |                                                                       | Serial               |                                         |
| The Fighting Kentuckian                 | George Waggner       | John Wayne, Oliver Hardy                                              | Western              | Republic Pictures                       |
| Flamingo Road                           | Michael Curtiz       | Joan Crawford, Zachary Scott, Sydney Greenstreet                      | Drame                | D'après une pièce                       |
| Flaxy Martin                            | Richard L. Bare      | Virginia Mayo, Dorothy Malone                                         | Drame                |                                         |
| Follow Me Quietly                       | Richard Fleischer    | William Lundigan                                                      | Drame                |                                         |
| For Scent-imental Reasons               |                      |                                                                       | Dessin animé         |                                         |
| The Fountainhead                        | King Vidor           | Gary Cooper, Patricia Neal, Raymond Massey                            | Drame                | D'après le roman d'Ayn Rand             |
| Frigid Hare                             |                      | Bugs Bunny                                                            | Dessin animé         |                                         |
| Ghost of Zorro                          | Fred C. Brannon      | Clayton Moore                                                         | Serial               |                                         |
| The Glass Mountain                      | Henry Cass           | Michael Denison, Dulcie Gray                                          | Drame                |                                         |
| The Great Gatsby                        | Elliott Nugent       | Alan Ladd, Ruth Hussey, Betty Field                                   | Drame                | D'après le roman de F. Scott Fitzgerald |
| The Hasty Heart                         | Vincent Sherman      | Ronald Reagan, Patricia Neal                                          | Drame                |                                         |
| The Heiress                             | William Wyler        | Olivia de Havilland, Montgomery Clift, Ralph Richardson               | Drame                | Remporte 4 Oscars                       |
| High Diving Hare                        |                      | Bugs Bunny                                                            | Dessin animé         |                                         |
| Holiday Affair                          | Don Hartman          | Robert Mitchum, Janet Leigh                                           | Comédie romantique   | RKO Pictures                            |
| Home of the Brave                       | Mark Robson          | Jeff Corey, Lloyd Bridges                                             | Drame                |                                         |
| House of Strangers                      | Joseph L. Mankiewicz | Edward G. Robinson, Susan Hayward, Richard Conte, Efrem Zimbalist Jr. | Film policier, drame | 20th Century Fox                        |

## I-J
| Titre                                              | Réalisateur       | Distribution                               | Genre             | Notes                                    |
| -------------------------------------------------- | ----------------- | ------------------------------------------ | ----------------- | ---------------------------------------- |
| I Married a Communist                              | Robert Stevenson  | Laraine Day, Robert Ryan, John Agar        | Drame             | titre alternatif The Woman on Pier 13    |
| I Shot Jesse James                                 | Samuel Fuller     | Preston Foster, John Ireland               | Western           | Premier film de Samuel Fuller            |
| I Was a Male War Bride                             | Howard Hawks      | Cary Grant, Ann Sheridan                   | Comédie           | 20th Century Fox                         |
| Impact                                             | Arthur Lubin      | Brian Donlevy, Ella Raines, Charles Coburn | Film noir         |                                          |
| Amour poste restante (In the Good Old Summertime)  | Robert Z. Leonard | Judy Garland, Van Johnson, Buster Keaton   | Film musical      | MGM                                      |
| The Inspector General                              | Henry Koster      | Danny Kaye, Walter Slezak, Barbara Bates   | Comédie musicale  | Golden Globe meilleure musique originale |
| Intruder in the Dust                               | Clarence Brown    | David Brian, Claude Jarman Jr.             | Drame             |                                          |
| It Happens Every Spring                            | Lloyd Bacon       | Ray Milland, Jean Peters, Paul Douglas     | Comédie           | 20th Century Fox                         |
| Les Travailleurs du chapeau (It's a Great Feeling) | David Butler      | Doris Day, Jack Carson, Dennis Morgan      | Comédie           | Oscar de la meilleure chanson            |
| Jerry's Diary                                      |                   | Tom and Jerry                              | Dessin animé      |                                          |
| Jigsaw                                             | Fletcher Markle   | Franchot Tone                              | Drame             |                                          |
| Johnny Stool Pigeon                                | William Castle    | Shelley Winters, Howard Duff, Dan Duryea   | Film noir         |                                          |
| Jolson Sings Again                                 | Henry Levin       | Larry Parks, Barbara Hale                  | Film biographique | Suite de The Jolson Story                |

## K-R
| Titre                     | Réalisateur               | Distribution                                                                                      | Genre                | Notes                                   |
| ------------------------- | ------------------------- | ------------------------------------------------------------------------------------------------- | -------------------- | --------------------------------------- |
| King of the Rocket Men    | Fred C. Brannon           |                                                                                                   | Serial               |                                         |
| Knock on Any Door         | Nicholas Ray              | Humphrey Bogart, John Derek, George Macready                                                      | Drame                | Columbia Pictures                       |
| A Letter to Three Wives   | Joseph L. Mankiewicz      | Linda Darnell, Ann Sothern, Jeanne Crain, Paul Douglas, Kirk Douglas, Jeffrey Lynn, Thelma Ritter | Drame                | Remporte 2 Oscars                       |
| Little Women              | Mervyn LeRoy              | Elizabeth Taylor, Margaret O'Brien, June Allyson, Janet Leigh                                     | Familial             | D'après le roman de Louisa May Alcott   |
| Long-Haired Hare          |                           | Bugs Bunny                                                                                        | Dessin animé         |                                         |
| Love That Pup             |                           | Tom and Jerry                                                                                     | Dessin animé         |                                         |
| Lust for Gold             | S. Sylvan Simon           | Glenn Ford, Ida Lupino, Gig Young                                                                 | Western              |                                         |
| Ma and Pa Kettle          | Charles Lamont            | Marjorie Main, Percy Kilbride                                                                     | Comédie              |                                         |
| Madame Bovary             | Vincente Minnelli         | Jennifer Jones, James Mason, Van Heflin                                                           | Drame                | D'après le roman de Gustave Flaubert    |
| Malaya                    | Richard Thorpe            | Spencer Tracy, James Stewart, Sydney Greenstreet                                                  | Drame                | MGM                                     |
| Malice in the Palace      | Jules White               | The Three Stooges                                                                                 | Slapstick            |                                         |
| Manhandled                | Lewis R. Foster           | Dorothy Lamour, Dan Duryea, Sterling Hayden                                                       | Film noir            | Paramount                               |
| Mighty Joe Young          | Ernest B. Schoedsack      | Terry Moore, Robert Armstrong, Ben Johnson                                                        | Aventure             | RKO Pictures                            |
| Miss Grant Takes Richmond | Lloyd Bacon               | Lucille Ball, William Holden                                                                      | Comédie              | Columbia                                |
| Mississippi Hare          |                           | Bugs Bunny                                                                                        | Dessin animé         |                                         |
| Mother Is a Freshman      | Lloyd Bacon               | Loretta Young, Van Johnson, Rudy Vallée                                                           | Comédie romantique   |                                         |
| My Foolish Heart          | Mark Robson               | Susan Hayward, Dana Andrews                                                                       | Drame                | 2 nominations aux Oscars                |
| My Friend Irma            | George Marshall           | Dean Martin, Jerry Lewis                                                                          | Comédie              | Premier film de Martin and Lewis        |
| Neptune's Daughter        | Edward Buzzell            | Esther Williams, Red Skelton, Ricardo Montalbán                                                   | Film musical         | Oscar de la meilleure chanson           |
| Night Unto Night          | Don Siegel                | Ronald Reagan, Viveca Lindfors, Broderick Crawford                                                | Drame                |                                         |
| Oh, You Beautiful Doll    | John M. Stahl             | Mark Stevens, June Haver, S.Z. Sakall                                                             | Film musical         |                                         |
| On the Town               | Stanley Donen, Gene Kelly | Gene Kelly, Frank Sinatra, Ann Miller, Betty Garrett                                              | Film musical         | Oscar de la meilleure musique originale |
| Pinky                     | Elia Kazan                | Jeanne Crain, Ethel Barrymore, Ethel Waters                                                       | Drame                | 3 nominations aux Oscars                |
| Porky in Wackyland        |                           | Porky Pig                                                                                         | Dessin animé         |                                         |
| Port of New York          | László Benedek            | Scott Brady, Richard Rober, Yul Brynner                                                           | Drame                | Premier film de Yul Brynner             |
| Prince of Foxes           | Henry King                | Tyrone Power, Orson Welles                                                                        | Drame                |                                         |
| Rabbit Hood               |                           | Bugs Bunny                                                                                        | Dessin animé         |                                         |
| Radar Patrol vs Spy King  |                           |                                                                                                   | Serial               |                                         |
| Rebel Rabbit              |                           | Bugs Bunny                                                                                        | Dessin animé         |                                         |
| The Reckless Moment       | Max Ophüls                | James Mason, Joan Bennett, Geraldine Brooks                                                       | Drame                | Columbia                                |
| Red, Hot and Blue         | John Farrow               | Betty Hutton, Victor Mature, William Demarest                                                     | Comédie musicale     |                                         |
| Red Light                 | Roy Del Ruth              | George Raft, Virginia Mayo, Raymond Burr                                                          | Film policier, drame | United Artists                          |
| The Red Pony              | Lewis Milestone           | Myrna Loy, Robert Mitchum, Louis Calhern                                                          | Drame                |                                         |
| Rope of Sand              | William Dieterle          | Burt Lancaster, Paul Henreid, Claude Rains                                                        | Aventure             |                                         |
| Rustlers                  | Lesley Selander           | Tim Holt, Richard Martin, Martha Hyer                                                             | Western              |                                         |

## S-Z
| Titre                                         | Réalisateur       | Distribution                                    | Genre                 | Notes                                |
| --------------------------------------------- | ----------------- | ----------------------------------------------- | --------------------- | ------------------------------------ |
| Samson and Delilah                            | Cecil B. DeMille  | Hedy Lamarr, Victor Mature, Angela Lansbury     | Drame biblique        | 5 nominations aux Oscars             |
| Sands of Iwo Jima                             | Allan Dwan        | John Wayne, John Agar, Forrest Tucker           | Film de guerre        | 4 nominations aux Oscars             |
| The Secret Garden                             | Fred M. Wilcox    | Margaret O'Brien                                | Drame                 | MGM                                  |
| The Set-Up                                    | Robert Wise       | Robert Ryan, Audrey Totter                      | Drame                 | D'après le roman de W.C. Heinz       |
| She Shoulda Said 'No'!                        | Sherman Scott     | Lila Leeds                                      | Film d'exploitation   |                                      |
| La Charge héroïque (She Wore a Yellow Ribbon) | John Ford         | John Wayne, Joanne Dru, Ben Johnson             | Western               | Oscar de la meilleure photographie   |
| Shockproof                                    | Douglas Sirk      | Cornel Wilde, Patricia Knight                   | Drame                 |                                      |
| Slattery's Hurricane                          | André de Toth     | Richard Widmark, Linda Darnell, Veronica Lake   | Drame                 | D'après une histoire de Herman Wouk  |
| Sorrowful Jones                               | Sidney Lanfield   | Bob Hope, Lucille Ball                          | Comédie               | Histoire de Damon Runyon             |
| South of St. Louis                            | Ray Enright       | Joel McCrea, Zachary Scott, Victor Jory         | Western               |                                      |
| The Stratton Story                            | Sam Wood          | James Stewart, June Allyson                     | Film biographique     | Histoire de Monty Stratton           |
| Streets of Laredo                             | Leslie Fenton     | William Holden, William Bendix, Macdonald Carey | Western               |                                      |
| The Sun Comes Up                              | Richard Thorpe    | Jeanette MacDonald, Claude Jarman Jr.           | Familial              | Film de la série des Lassie          |
| Task Force                                    | Delmer Daves      | Gary Cooper, Jane Wyatt, Walter Brennan         | War                   | 8e film avec la paire Cooper-Brennan |
| Technicolor for Industrial Films              |                   |                                                 | Film éducatif         |                                      |
| Tennis Chumps                                 | Hanna-Barbera     | Tom and Jerry                                   | Dessin animé          |                                      |
| Tension                                       | John Berry        | Richard Basehart, Audrey Totter, Cyd Charisse   | film noir             |                                      |
| That Forsyte Woman                            | Compton Bennett   | Errol Flynn, Greer Garson, Walter Pidgeon       | Drame                 |                                      |
| That Midnight Kiss                            | Norman Taurog     | Kathryn Grayson, Mario Lanza, Jose Iturbi       | Film musical          | MGM                                  |
| They Live by Night                            | Nicholas Ray      | Farley Granger, Howard Da Silva                 | Film noir             | D'après le roman Thieves Like Us     |
| Thieves' Highway                              | Jules Dassin      | Richard Conte, Lee J. Cobb                      | Drame                 |                                      |
| Tokyo Joe                                     | Stuart Heisler    | Humphrey Bogart, Sessue Hayakawa                | Film de guerre        | Columbia                             |
| La Tigresse (Too Late for Tears)              | Byron Haskin      | Lizabeth Scott, Dan Duryea, Don DeFore          | Film noir             | United Artists                       |
| Trapped                                       | Richard Fleischer | Lloyd Bridges, John Hoyt                        | Drame                 | Eagle-Lion Films                     |
| Tulsa                                         | Stuart Heisler    | Susan Hayward, Robert Preston                   | Drame                 |                                      |
| Twelve O'Clock High                           | Henry King        | Gregory Peck, Gary Merrill, Dean Jagger         | Film de guerre, drame | Oscar pour Jagger                    |
| The Undercover Man                            | Joseph H. Lewis   | Glenn Ford, Nina Foch, James Whitmore           | Film policier, drame  | Columbia                             |
| We Were Strangers                             | John Huston       | Jennifer Jones, John Garfield, Pedro Armendáriz | Aventure              |                                      |
| Which Is Witch                                | Friz Freleng      | Bugs Bunny                                      | Dessin animé          |                                      |
| Whirlpool                                     | Otto Preminger    | Gene Tierney, José Ferrer, Charles Bickford     | Drame                 | 20th Century Fox                     |
| White Heat                                    | Raoul Walsh       | James Cagney, Virginia Mayo, Edmond O'Brien     | Film policier, drame  | Warner Brothers                      |
| The Window                                    | Ted Tetzlaff      | Bobby Driscoll, Barbara Hale                    | Drame                 | RKO                                  |
| Crépuscule                                    | Irving Pichel     | Laraine Day, Dane Clark, Franchot Tone          | Drame                 | United Artists                       |
| A Woman's Secret                              | Nicholas Ray      | Maureen O'Hara, Melvyn Douglas, Gloria Grahame  | Film noir             |                                      |
| You're My Everything                          | Walter Lang       | Dan Dailey, Anne Baxter, Anne Revere            | Film musical          |                                      |

## Source de la traduction
- (en) Cet article est partiellement ou en totalité issu de l’article de Wikipédia en anglais intitulé « List of American films of 1949 » (voir la liste des auteurs).